# Trochocarpa
Trochocarpa je rod rostlin z čeledi vřesovcovité. Jsou to keře nebo nízké stromy s krátce řapíkatými listy.
Květy jsou jednopohlavné nebo oboupohlavné, v úžlabních nebo vrcholových klasovitých květenstvích. Kališní lístky jsou brvité. Koruna je válcovitá nebo zvonkovitá, tyčinky mají krátké nitky, jsou přirostlé v ústí koruny a nevyčnívají. Semeník obsahuje větší počet (8 až 11) komůrek a nese zpravidla dlouhou čnělku zakončenou laločnatou bliznou. Plody jsou dužnaté peckovice, obsahující větší počet peciček.
Rod zahrnuje 14 druhů. Je rozšířen v Asii od Bornea po Novou Guineu, ve východní Austrálii a na Tasmánii. Centrum druhové diverzity je na Nové Guineji.
Rod Trochocarpa je v současné taxonomii čeledi Ericaceae řazen do podčeledi Epacridoideae a tribu Styphelieae.
V minulosti byl součástí čeledi Epacridaceae, která byla v systému APG vřazena do čeledi Ericaceae.